# Hygromiidae
Hygromiidae – rodzina lądowych ślimaków trzonkoocznych (Stylommatophora), wcześniej opisywana jako podrodzina ślimakowatych (Helicidae). W zapisie kopalnym znana z warstw górnego paleocenu.
Zasięg ich występowania obejmuje Wyspy Kanaryjskie, Azory, północno-wschodnią Afrykę, Europę i rozciąga się na wschód – po środkową Azję. W 2008 roku podawano, że w Polsce występuje 20 gatunków, jednak ze względu na zmiany w systematyce i wydzielenie części gatunków do rodziny Geomitridae ich liczba spadła do 15.
Ślimaki zaliczane do tej rodziny są małe lub średniej wielkości. Charakteryzują się obecnością więcej niż 2 gruczołów palczastych otwierających się powyżej woreczka strzałki miłosnej. Różnią się znacznie preferencjami siedliskowymi.

## Systematyka
Rodzaje zaliczane do Hygromiidae są obecnie klasyfikowane w czterech podrodzinach:
- Hygromiinae Tryon, 1866
- Leptaxinae C.R. Boettger, 1909
- Metafruticicolinae Schileyko, 1972
- Trochulininae Lindholm, 1927

Kilku rodzajów, głównie kopalnych, nie udało się przyporządkować do żadnej z powyższych podrodzin:
- Archygromia Pfeffer, 1930 †
- Cernuellopsis Manganelli & Fo. Giusti, 1988
- Helicotricha Fo. Giusti, Manganelli & Crisci, 1992
- Hemistenotrema O. Boettger, 1897 †
- Hochheimia Harzhauser & Neubauer, 2021 †
- Ichnusomunda Fo. Giusti & Manganelli, 1998
- Leucochroopsis O. Boettger, 1908 †
- Loganiopharynx Wenz, 1919 †
- Pseudomonacha Pfeffer, 1930 †
- Pseudoxerotricha C.R. Boettger, 1911 †

Rodzajem typowym rodziny jest Hygromia.
Dawniej rodzina ta była definiowana znacznie szerzej, jednak badania filogenetyczne wykazały, że nie jest monofiletyczna i najpierw wydzielono z niej rodziny Helicodontidae, Trissexodontidae i Cochlicellidae, a w 2017 roku Geomitridae.